# Z-40 (Spanje)

De Z-40

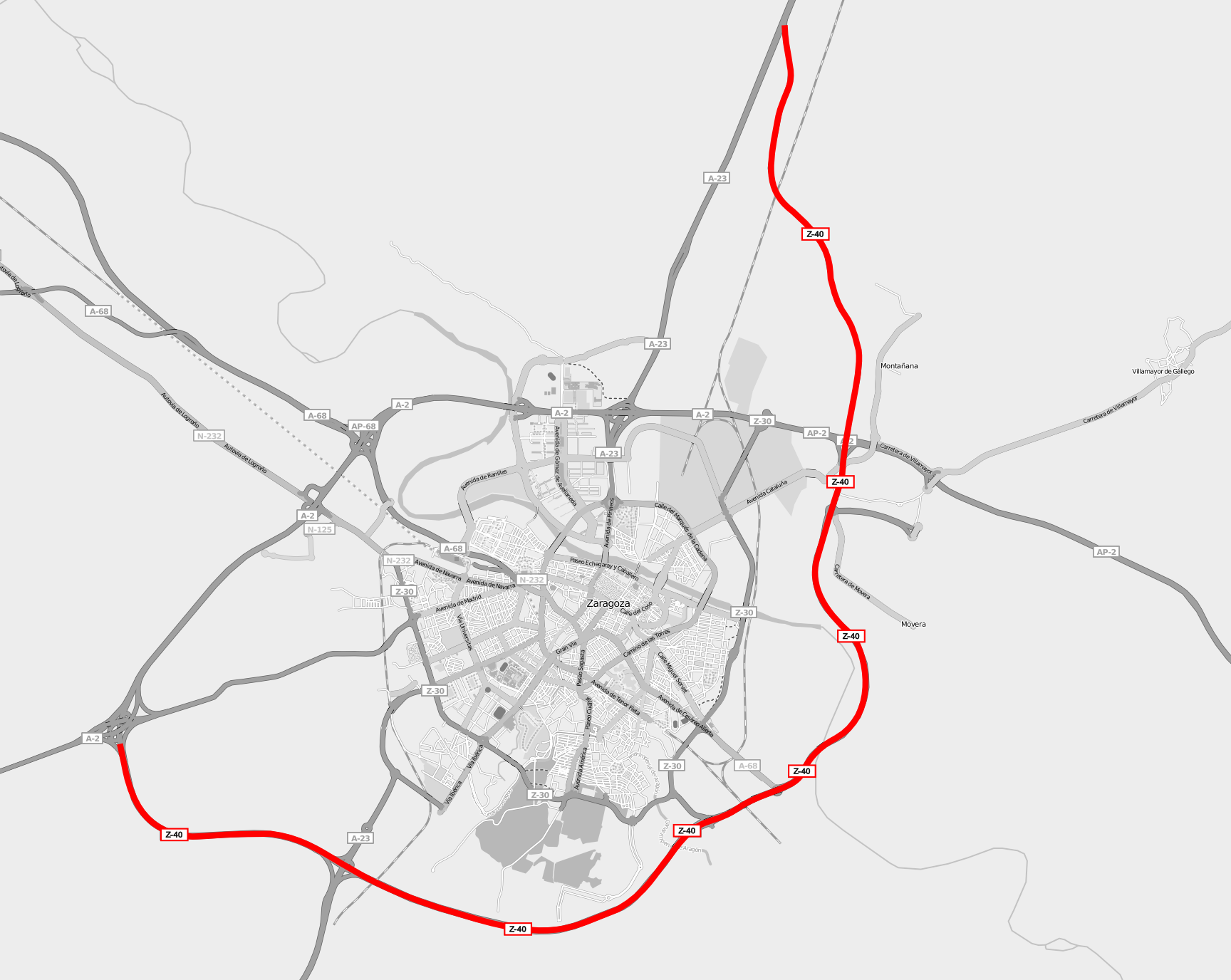
De Z-40

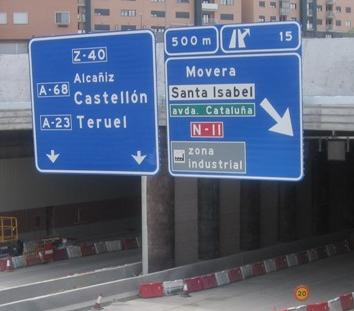
De Z-40

De Z-40 of Ronda Externa Anillar of Cuarto Cinturón is een autovía in Zaragoza van 31,5 kilometer. De ringweg verbindt de A-2 met de AP-2 en de A-68 en de A-23 .